# Fraccionamiento las Llaves
Fraccionamiento las Llaves är en ort i Mexiko.   Den ligger i kommunen Ayala och delstaten Morelos, i den sydöstra delen av landet, 80 km söder om huvudstaden Mexico City. Fraccionamiento las Llaves ligger 1 445 meter över havet och antalet invånare är 953.
Terrängen runt Fraccionamiento las Llaves är kuperad österut, men västerut är den platt. Runt Fraccionamiento las Llaves är det ganska tätbefolkat, med 222 invånare per kvadratkilometer. Närmaste större samhälle är Cuautla Morelos, 10,5 km nordväst om Fraccionamiento las Llaves. Omgivningarna runt Fraccionamiento las Llaves är en mosaik av jordbruksmark och naturlig växtlighet.